# Renault Iliade
Renault Iliade (ab 2003 als Irisbus Iliade vermarktet) war ein Reisebus des Herstellers Renault V.I. (später Irisbus). Er wurde 1996 als Nachfolger des Renault FR1 als Topmodell der Reisebussparte eingeführt und 2007 vom Irisbus Evadys abgelöst. 